# بدفورد راسکال

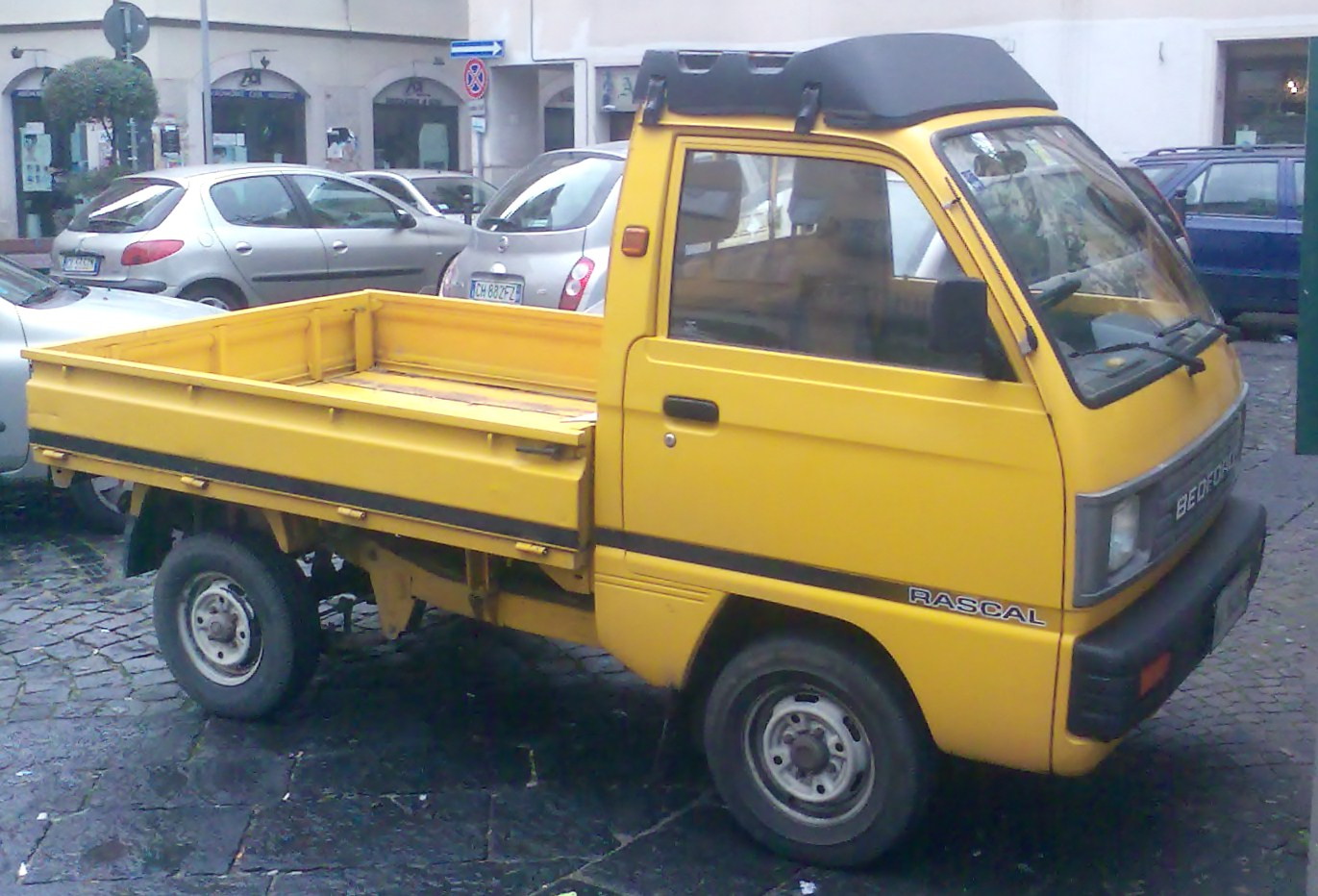

بدفورد راسکال (Bedford Rascal) خودرویی است که در بریتانیا تولید شده‌است.